# Stamnodes sponsata
Stamnodes sponsata är en fjärilsart som beskrevs av Augustus Radcliffe Grote 1882. Stamnodes sponsata ingår i släktet Stamnodes och familjen mätare. Inga underarter finns listade i Catalogue of Life.